# Jeszcze będzie przepięknie
Jeszcze będzie przepięknie – akustyczna ballada z repertuaru zespołu Tilt z albumu Czad Kommando Tilt (1990); autorem słów i muzyki do piosenki jest Tomasz Lipiński, lider zespołu Tilt.

## Historia powstania piosenki
Pomysł na piosenkę zrodził się podczas wizyty Lipińskiego w Moskwie, pod koniec lat 80. Podczas wycieczki odwiedził dom towarowy na placu Czerwonym, gdzie zauważył kobiety tłoczące się przy ladzie. Nagle obok lidera Tilt przeszedł starszy człowiek, który widząc tę scenę pokręcił głową i powiedział „Dziewuszki, szto wy? Jesio budiet priekrasno, jesio budiet normalno”.
Tomasz Lipiński przyznał, że  słuchacze częściej odnoszą tekst piosenki do wydarzeń w Polsce z 1989 roku niż do wydarzeń w Związku Radzieckim.

## Hymn kampanii wyborczej PO
W 2007 roku Tomasz Lipiński wspierał w kampanii wyborczej Platformę Obywatelską. „Jeszcze będzie przepięknie” stało się hymnem ówczesnej kampanii wyborczej. Później wycofał swoje poparcie, zarzucając Platformie działalność na szkodę artystów. Pod koniec 2015 roku Adam Szejnfeld wykorzystał fragment tekstu piosenki na blogu. Stwierdził, że tekst piosenki po ponad 25-u latach od przełomowego roku 1989, słowa "Jeszcze będzie przepięknie, jeszcze będzie normalnie" uderzają swoją aktualnością. Po opublikowaniu wpisu Lipiński skrytykował Platformę Obywatelską i zażądał, aby Szejnfeld już nie przytaczał tekstu utworu. W kampanii wyborczej przed wyborami prezydenckimi w Polsce w 2020 piosenka była wykorzystywana na spotkaniach wyborczych oraz w spotach Rafała Trzaskowskiego.

## Utwór na Liście przebojów Programu Trzeciego
17 czerwca 1989 piosenka zadebiutowała na Liście przebojów Programu Trzeciego, na której była notowana przez 14 tygodni, z czego pięć tygodni na pierwszym miejscu. Po notowaniu z 16 września 1989 „Jeszcze będzie przepięknie” pojawiła się na notowaniach z 23 grudnia 1989 i z 11 listopada 1994.
| Numer notowania | Pozycja | Zmiana |
| --------------- | ------- | ------ |
| 382             | 40      | N      |
| 383             | 13      | +27    |
| 384             | 4       | +9     |
| 385             | 1       | +3     |
| 386             | 1       | 0      |
| 387             | 1       | 0      |
| 388             | 1       | 0      |
| 389             | 1       | 0      |
| 390             | 2       | -1     |
| 391             | 2       | 0      |
| 392             | 2       | 0      |
| 393             | 3       | -1     |
| 394             | 5       | -2     |
| 395             | 5       | 0      |
| 410             | 28      | 0      |
| 666             | 17      | 0      |